# Richard Müller-Freienfels
Richard Müller-Freienfels (* 7. August 1882 in Bad Ems; † 12. Dezember 1949 in Weilburg) war ein deutscher Philosoph, Pädagoge und Psychologe. Er veröffentlichte auch unter dem Pseudonym Sebastianus Segelfalter.

## Leben
Müller-Freienfels wuchs als Richard Müller, Sohn des Altphilologen Prof. Karl Müller und seiner Ehefrau Henriette, einer Klavierpädagogin, in Weilburg auf. Letztere hatte ihre Jugend im künstlerisch geprägten Pfarrhaus ihrer Großeltern, des Superintendenten und Volksschriftstellers  W. O. von Horn und der hugenottischen Großmutter geb. von Saint-George verbracht. Mütterlicherseits deshalb musikalisch gefördert, war er ein begeisterter Cellist, Pianist und Sänger, der sich zeitlebens selber am Klavier begleitete. 1901 erlangte er am humanistischen Gymnasium Philippinum die Hochschulreife. Sein Studium moderner Sprachen führte ihn nach München, Berlin, Wien und Genf.
1904 wurde er an der Universität Tübingen mit einer literaturhistorischen Dissertation promoviert und erhielt 1906 die Lehrbefähigung (Facultas Docendi) für Französisch, Deutsch und Geographie in Berlin. 1909 begann er seine Lehrtätigkeit in Berlin-Wilmersdorf am Joachimsthaler Gymnasium. Als ein Gelehrter mit gründlicher Kenntnis der klassischen Philologie und der romanischen Sprachen war Müller-Freienfels auch mit slawischen Sprachen vertraut und konnte seine Sprachkenntnisse während seiner Studien- und Vortragsreisen nach Italien, Frankreich, Großbritannien, Skandinavien bis Russland, Palästina und Ägypten vertiefen. Während des Ersten Weltkrieges an die Front in Polen und Lothringen als Ersatzreservist kommandiert, erkrankte er und wurde ab 1916 aufgrund seiner Sprachkenntnisse in die militärische Briefzensur und als Dolmetscher ins Gefangenenaustauschlager nach Konstanz versetzt.
Nach Kriegsende 1918 kehrte er zurück nach Berlin als Oberlehrer an der Cecilienschule in Berlin-Wilmersdorf. 1920 änderte er, inzwischen ein viel gelesener Schriftsteller, seinen Familiennamen in Müller-Freienfels nach der Burgruine Freienfels bei Weilburg.
Die 1921 übernommenen Lehraufträge für Philosophie, Psychologie und Pädagogik an der Staatlichen Akademie für Kirchen- und Schulmusik sowie der Staatlichen Kunstschule Berlin reduzierten seine Schultätigkeit. Bis 1930 als Studienrat am Grunewald-Gymnasium, wurde er im gleichen Jahr zum Professor für Psychologische Pädagogik an die Pädagogischen Akademie Stettin berufen. Als diese 1932 wegen Sparmaßnahmen geschlossen wurde, kehrte er 1933 nach Berlin zurück.
Seit 1914 war er verheiratet mit Käte Icke (* 7. März 1886 in Leipzig; † 23. Februar 1973 in Müllheim im Markgräflerland), einer Oberlehrer-Kollegin von jüdisch assimilierter Herkunft, protestantisch getauft, die am Hohenzollern-Lyzeum Berlin-Wilmersdort unterrichtet hatte. Mit ihr hatte er drei Kinder, den Rechtswissenschaftler Wolfram Müller-Freienfels, den Schauspieler und Fernsehproduzenten Reinhart Müller-Freienfels und eine Tochter.
Nach der Machtübernahme der Nationalsozialisten und dem ab 7. April 1933 geltenden Gesetz zur Wiederherstellung des Berufsbeamtentums (BBG), geriet er in eine Zwangslage, da er in einer Mischehe lebte.
Zu einer Dozentur für Philosophie und Pädagogik an der Berliner Handelshochschule vorgesehen, trat Müller-Freienfels zum 1. Mai 1933 in die NSDAP ein (Mitgliedsnummer 2.653.471). 1938 wurde er wegen „jüdischer Versippung“ entlassen und 1939 zwangspensioniert. 1939 trat er aus der Partei aus.

Richard Müller-Freienfels, Berlin, 1948

Müller-Freienfels widmete sich nach seiner Hochschul-Entlassung nur noch seiner Autorentätigkeit über Philosophie, Psychologie, Pädagogik sowie Literatur-, Kunst- und Musikwissenschaft. Unter Pseudonym veröffentlichte er Lyrik und einen Roman. Viele seiner Werke wurden in andere Sprachen übersetzt. Von 1938 bis 1942 gab er als Nachfolger von Max Dessoir die Zeitschrift für Ästhetik und Allgemeine Kunstwissenschaft heraus. Nach dem Zweiten Weltkrieg, als „Entlastet“ im Spruchkammerverfahren der Alliierten eingestuft, war er von 1946 bis 1948 als Professor für Psychologie und Philosophie an der Universität Berlin tätig. Anfang 1949 zog er während der Berlin-Blockade zurück in seine Heimatstadt Weilburg mit einem Lehrauftrag am Pädagogischen Institut. Ende 1949 erlag er einem Herzinfarkt.

## Rezeption
Müller-Freienfels, von seinem Lehrer Hans Vaihinger beeinflusst, setzte sich früh mit Henri Bergsons Lebensphilosophie und William James’ pragmatischer Psychologie auseinander. Seine philosophisch-psychologischen Bücher stellen die unterschiedlichen Schulen deskriptiv vergleichend dar, während er selber keiner angehörte. Er blieb ein „eigenwilliger Einzelner“, das Thema „Individualität“ zieht sich als Leitfaden durch sein Werk. Ähnlich betont sein pädagogischer Ansatz unterschiedliche Seelenstrukturen im menschlichen Handeln, Denken und Erleben, ebenso seine Arbeiten zur Ästhetik, in denen er verschiedene psychologische Typen des Kunst-Erlebens postuliert. Mit künstlerischer und wissenschaftlicher Begabung behandelt er in seinen Büchern und in über 200 Aufsätzen literarische, sprachwissenschaftliche und lebenspraktische Themen, die bis nach dem Zweiten Weltkrieg bei Lesern aller Bildungsschichten breites Interesse fanden und er als einer der wichtigsten Mediatoren zwischen wissenschaftlichen und praktisch philosophisch-psychologischen Fragen galt.

## Schriften (Auswahl)

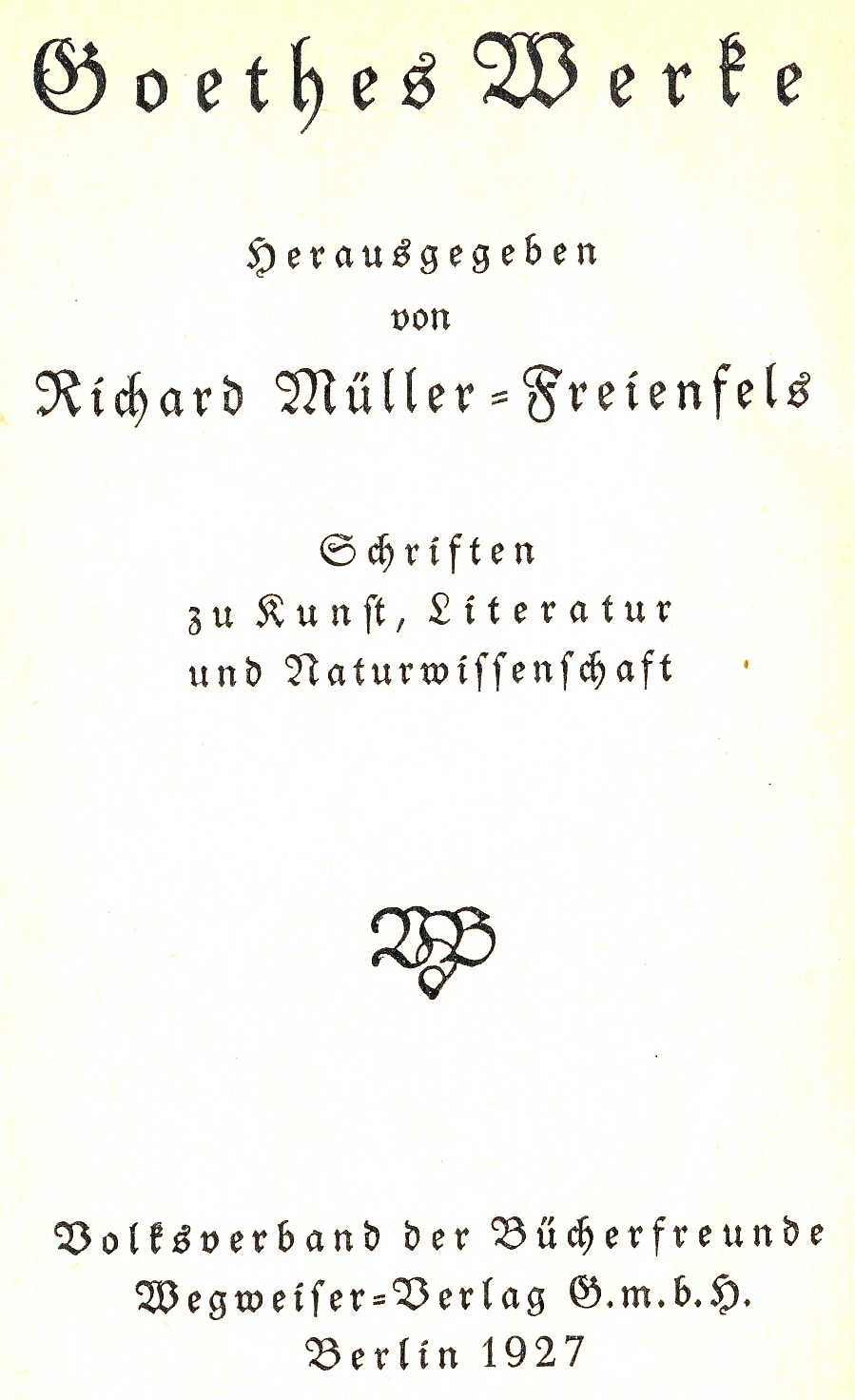
Goethe: Schriften zu Kunst, Literatur und Naturwissenschaft (Titelseite)

- Psychologie der Kunst, 2 Bde., 1912, B.G. Teubner-Verlag, erweitert 1922.
- Poetik, Teubner, Leipzig, 1914/1921.
- Persönlichkeit und Weltanschauung, B.G. Teubner-Verlag 1919/1923.
- Psychologie der Religionen, 2 Bde. Göschen-Verlag 1920.
- Philosophie der Individualität, Felix Meiner Verlag, Leipzig 1921. 272 S.
- Psychologie d. dt. Menschen u. seiner Kultur, C.H.-Beck’sche Verlagsbh.1921/1929.
- Irrationalismus – Umrisse einer Erkenntnislehre, Felix Meiner-Verlag 1922.
- Philosophisches Lesebuch, mit M. Havenstein, Diesterweg-Verlag 1924/1928/1930.
- Erziehung zur Kunst, Quelle & Meyer-Verlag, 1925.
- Psychologie und Soziologie der modernen Kunst, Marhold-Verlag 1926.
- Metaphysik des Irrationalen, Felix Meiner-Verlag 1927.
- Geheimnisse der Seele, Delphin-Verlag 1927 / Franz Leo & Co.-Verl.1930 / Mysteries of the soul, Allan Unwin & Co Edit, London 1929; Alfred. A. Knopf Edit. N.Y.1929.
- Die Hauptrichtungen der gegenwärtigen Psychologie, Quelle & Meyer -Verlag 1929/1931/1933; Übersetzung: ins Polnische 1933; Tschechische 1937; Schwedische 1937.
- Allg. Sozial- u. Kulturpsychologie, J. A. Barth-Verlag 1930.
- Die Seele des Alltags. Eine Psychologie für Jedermann, Wegweiser-Verlag GmbH, Berlin, 1925.
- Grundzüge einer Lebenspsychologie. J. A. Barth, Leipzig 1924–1925.
- Tagebuch eines Psychologen, Leipzig: Seemann 1931.
- Bildungs- u. Erziehungsgeschichte, Quelle & Meyer-Verlag Bd.I/II 1931, Bd.III 1933.
- Gedächtnis- und Geistesschulung. Bad Homburg v. d. H. 1933/1935/1938/1941; Neudruck: Siemens, Bad Homburg 1972.
- Lebensnahe Charakterkunde, R.W. Lindner-Verlag Leipzig 1935.
- The Evolution of Modern Psychologie, Yale University Press, New Haven 1935.
- Psychologie der Musik, Chr. Friedrich Vieweg-Verlag Berlin 1936.
- Psychologie der Wissenschaft, J. A. Barth-Verlag 1936.
- Werde, was Du bist! Psychologischer Wegweiser zur Lebensvertiefung, Siemens & Co.-Verlag 1936/1940.
- Kindheit und Jugend, Quelle & Meyer - Verlag 1937; Übersetzung: Schwedisch 1939, Finnisch Lapsuus Ja Nuoruus 1943.
- Die Vögel der deutschen Dichter, (Sebastian Segelfalter), F.A. Herbig-Verlag 1947.
- Die Liebe zw. Mann und Frau, Siemens & Co.-Verlag 1938; Übers: Holländisch 1941.
- Du und die Psychologie, Menschenkenntnis und Menschenbehandlung, Deutscher Verlag Druckhaus Tempelhof 1939/1940/1950; Ullstein Verlag 1951.
- Ungelebtes Leben, (Sebastian Segelfalter), VdB - Wegweiser-Verlag 1948.
- Das Lachen und das Lächeln, Leuchtturm-Verlag 1948.
- Menschenkenntnis und Menschenbehandlung: Eine praktische Psychologie für jedermann. 1940.
- Der Mensch und das Universum. Philosophische Antworten auf kosmische Fragen. Volksverband der Bücherfreunde. Wegweiser-Verlag, Berlin (1948). Auswahlreihe. 260 S.
- Goethe: Mensch und Werk in neuzeitlicher Beleuchtung. Volksverband der Bücherfreunde. Wegweiser-Verlag, Berlin (1949). Auswahlreihe. 418 S.
- Goethe: Schriften zu Kunst, Literatur und Naturwissenschaft. Volksverband der Bücherfreunde. Wegweiser-Verlag, Berlin (1927).